# Guyans-Vennes
Guyans-Vennes település Franciaországban, Doubs megyében. Lakosainak száma 847 fő (2022. január 1.). Guyans-Vennes Plaimbois-Vennes, Mont-de-Laval, Plaimbois-du-Miroir, Vennes, Fournets-Luisans és Fuans községekkel határos.

## Népesség
A település népességének változása:
| Lakosok száma | 499  | 530  | 536  | 667  | 802  | 816  | 829  | 860  | 867  | 847  |
|               | 1968 | 1982 | 1990 | 2006 | 2013 | 2015 | 2017 | 2019 | 2020 | 2022 |